# Umění básnické
Umění básnické (1674, L'Art poétique) je didaktická báseň o čtyřech zpěvech, v níž její autor, francouzský básník a literární teoretik Nicolas Boileau-Despréaux, kodifikoval poetiku klasicismu. Zároveň jí využil k polemickým výpadům proti literární praxi těch, které kritizoval již ve svých Satirách. Báseň založil na Aristotelově Poetice, Horatiově díle De arte poetica (O umění básnickém) a na obdobných teoretických spisech svých současníků (např. abbého d'Aubignace nebo Guillauma Colleteta).
Báseň ovlivnila české obrozence. Josef Jungmann se jí dovolává ve své Slovesnosti a do češtiny jí přeložil roku 1832 představitel první české novobásnické školy Bohuslav Tablic.

## Obsah básně

### První zpěv
V prvním zpěvu básně Boileau definuje všeobecné zásady umělecké tvorby bez ohledu na použitý žánr a vypočítává vlastnosti, které musí mít básník, mezi které řadí i sebekritičnost. Zdůrazňuje, že předpokladem básnické tvorby je přirozené nadání a schopnost inspirace, pro jejich přebujelost varuje před burleskou a emfází (přehnanou změnou v realizaci řeči vznikající z emotivních pohnutek), které se rozšířily koncem baroka v polovině 17. století. Krása se musí řídit trojjediným příkazem rozumu, přírody a pravdy. Přírodu je nutno následovat v její neměnnosti a všeobecné platnosti, aby autor neupadl do zachycování nahodilého a podivného. Rovněž formu považuje za velice důležitou, protože nejde o nahodilou ani o libovolnou součást díla. Nabádá básníky, aby se soustředili na co nejlepší rýmy, ale také připomíná, že ten, kdo umí jen rýmovat nebude nikdy géniem. V tomto zpěvu také Boileau podává stručný, ale značně subjektivní přehled francouzské literatury od Villona po Malherba.

### Druhý zpěv
Druhý zpěv se věnuje malým literárním žánrům, jako je óda (ta opěvuje „krásný chaos“), ekloga, idyla (ta má být „prostá, naivní, jemná a lahodící uchu“, ale „bez hrubých slov venkovanů“), elegie (má mít „trochu vyšší tón a dlouhý černý šat“), epigram, rondel, balada (ta je podle Boileaua hlavně „hrou rýmů“), madrigal, satirická poezie a sonet, o kterém Boileau píše, že se přes svou stručnost vyrovná velké básni.

### Třetí zpěv
Třetí zpěv pojednává o velkých žánrech, tragédii, komedii a eposu, které se mají podle Boileaua řídit antickými vzory a pravidem tří jednot: Ale my, kterým um pravidla stále pěje, chceme, ať důvtipně snují se všechny děje a ať jen na jednom místě a v jednom dni jeden čin divadlo napětím naplní. Dovolává se Racina a Molièra a zdůrazňuje přirozenost a pravdivost uměleckého díla. Připouští ale, že pravda může někdy působit nepravděpodobně, a proto požaduje pravděpodobnost založenou na shodě uměleckého díla s představami a city čtenáře. Kritizuje zde také středověké francouzské divadlo a odmítavě se staví k uvádění náboženských látek do moderních her.

### Čtvrtý zpěv
Ve čtvrtém zpěvu dává Boileau básníkům rady. Mají být ušlechtilými a čestnými lidmi, protože verš prý vždy prozradí nízkost autora. Mají usilovně a odpovědně pracovat a nevyhledávat zisk, básníkovou odměnou má být především sláva. Kromě toho si má básník vybrat osvíceného literárního poradcem který jej poučí, kdy může překročit hranici umění.

## Česká vydání
- Nicolas Boileau: Umění básnířské, Překlad Bohuslav Tablic. Budín: Královská universická tiskárna 1832,
- Nicolas Boileau: Umění básnické. Překlad Aleš Pohorský. In: SGALLOVÁ, Květa, ed. a KROUPA, Jiří K., ed. O umění básnickém a dramatickém: (antologie). 1. vydání. Praha: KLP - Koniasch Latin Press 1997. S. 184-216.